# رولز-رویس کسترل
رولز-رویس کسترل (به انگلیسی: Rolls-Royce Kestrel) یک موتور هواگرد ساختِ کارخانهٔ رولز-رویس لیمیتد در کشور بریتانیا است.